# Kwietnica różówka
Kwietnica różówka (Protaetia metallica) – gatunek owada z rzędu chrząszczy, z rodziny poświętnikowatych (Scarabaeidae).

## Zasięg geograficzny
Zasiedla całą Europę, łącznie z obszarami północnej Fennoskandii, oraz część Azji, na wschód sięgając po Syberię i wybrzeża Oceanu Spokojnego. Spotykany w całej Polsce, niekiedy licznie, zarówno na niżu jak i w górach, gdzie dociera do górnej granicy lasu.

## Siedlisko i aktywność
Gatunek spotykany w lasach liściastych oraz ich okolicach. Dorosłe owady pojawiają się od czerwca do sierpnia, są heliofilne – odbywają loty przy słonecznej pogodzie. Chętnie pobierają pokarm z kwiatów krzewów i roślin zielnych oraz z dojrzałych owoców. Przylatują również do soku wyciekającego z uszkodzonych drzew.

## Cykl rozwojowy
Gatunek myrmekofilny – larwy rozwijają się zazwyczaj w niższych poziomach funkcjonujących mrowisk mrówek z gatunków mrówka rudnica i gmachówka cieśla, rzadziej w mrowiskach opuszczonych lub w kompoście liściastym. Według innych źródeł mogą również żerować w próchniejącym drewnie.